# Melvin Charney
Pour les articles homonymes, voir Charney.

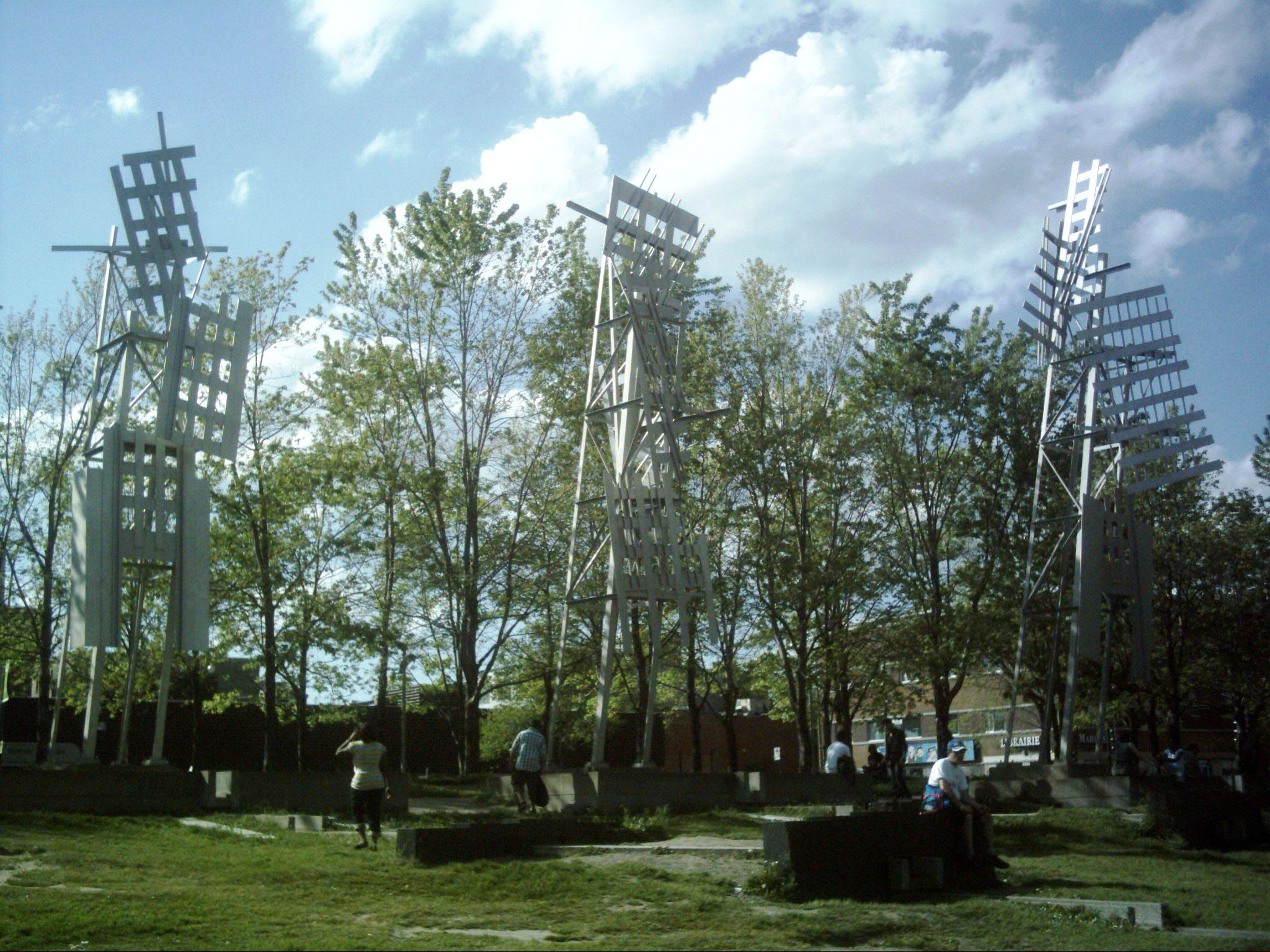
Place Émilie-Gamelin

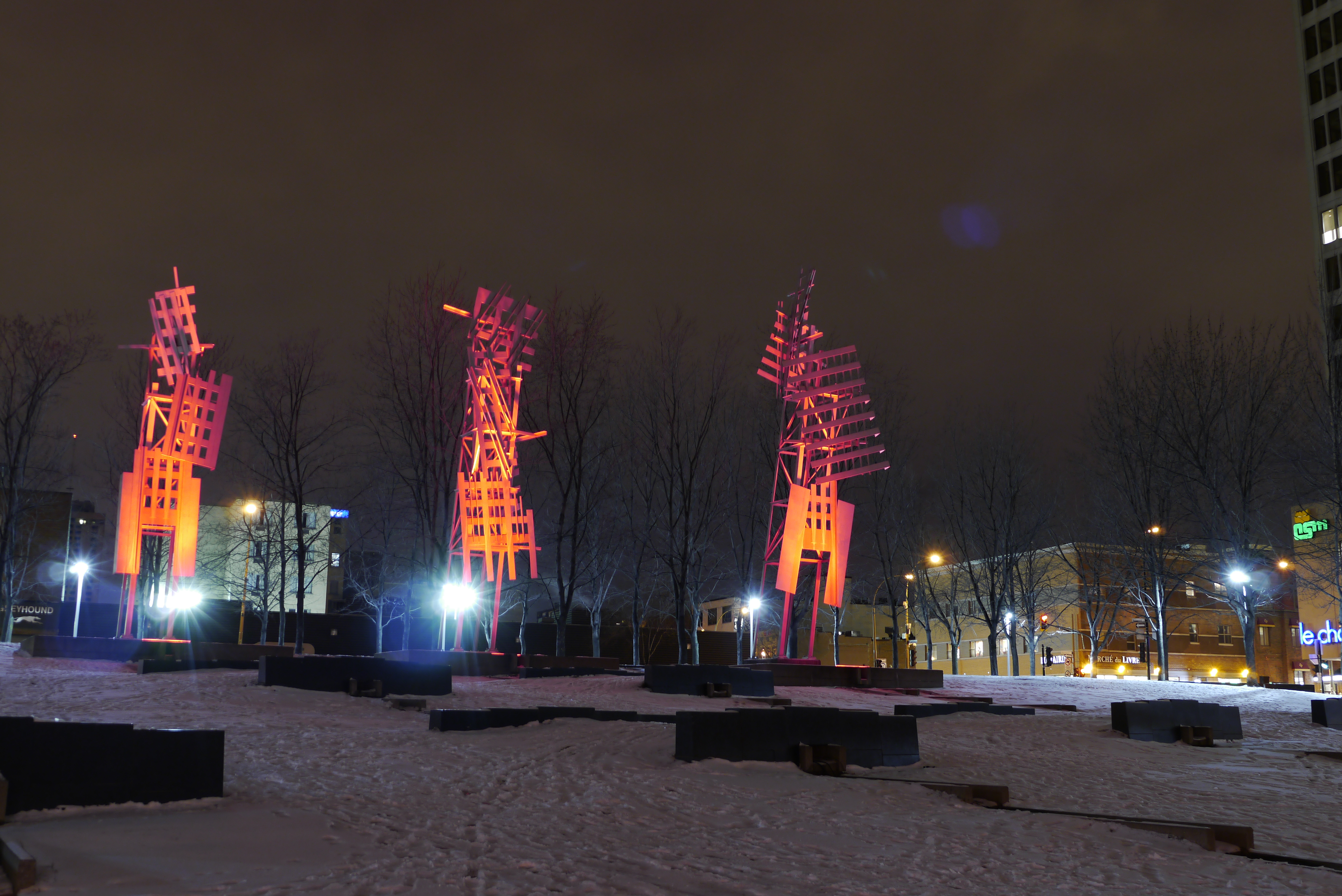
Gratte-ciel, cascades d'eau/rues, ruisseaux...une construction» par Melvin Charney (1992). Place Émilie-Gamelin, Montréal (Québec, Canada

Melvin Charney est un sculpteur, professeur, théoricien et architecte québécois né à Montréal le 28 août 1935, et mort le 17 septembre 2012.

## Biographie
Il est le fils aîné de Hyman et Fanny Charney est a d'abord grandi dans le quartier juif historique, avant de déménager dans un duplex en bordure d'Outremont. La famille est ouvrière mais imprégnée d'art et de musique.
Charney étudie à l'École d'art du Musée des beaux-arts de Montréal puis à l'école d'architecture de l'Université McGill de 1952 à 1958 (B.A. en architecture) avant de faire sa maîtrise en architecture de l'Université Yale en 1959. Après un séjour à Paris et à New York, il retourne à Montréal en 1964, où il s'établit comme architecte. Il est alors engagé comme professeur au département d'architecture de l'Université de Montréal, où il supervise le programme d'études supérieures pendant plusieurs années.
Charney a présenté un concept pour le pavillon canadien à l'Expo 70 qui intégrerait des grues de construction et des échafaudages, marquant un passage de la conception des bâtiments à l'art public. Sa représentation de bâtiments historiques démolis pour faire place à l'Expo 67 et aux Jeux olympiques de Montréal dans l'exposition de courte durée Corridart serait l'une des principales raisons pour lesquelles le maire Jean Drapeau a ordonné la démolition de l'exposition.
Il a réalisé, entre autres, le jardin de sculptures du Centre canadien d'architecture et celles de la place Émilie-Gamelin.

## Honneurs
- 1996 : Prix Paul-Émile-Borduas
- 1996 : Prix Lynch-Staunton
- 2003 : Chevalier de l'Ordre national du Québec
- 2006 : Commandeur de l’Ordre des Arts et des Lettres
- 2015 : Compagnon de l'Ordre des arts et des lettres du Québec

## Musées et collections publiques
- Agnes Etherington Art Centre
- Art Gallery of Nova Scotia
- Galerie Leonard & Bina Ellen, Université Concordia
- Musée d'art contemporain de Montréal
- Musée d'art de Joliette
- Musée des beaux-arts de l'Ontario
- Musée des beaux-arts de Montréal
- Musée des beaux-arts du Canada
- Musée national des beaux-arts du Québec[6]
- Pointe-à-Callière, musée d'archéologie et d'histoire de Montréal